# 員林衡文宮
23°57′12″N 120°34′40″E / 23.953378°N 120.577758°E
員林衡文宮，地方稱為大身帝爺公廟，是位於臺灣彰化縣員林市民生里的玄天上帝廟，廟上有一尊巨型的玄天上帝神像，還被視為帶動臺灣夜跑風潮的起源地。

## 巨型神像

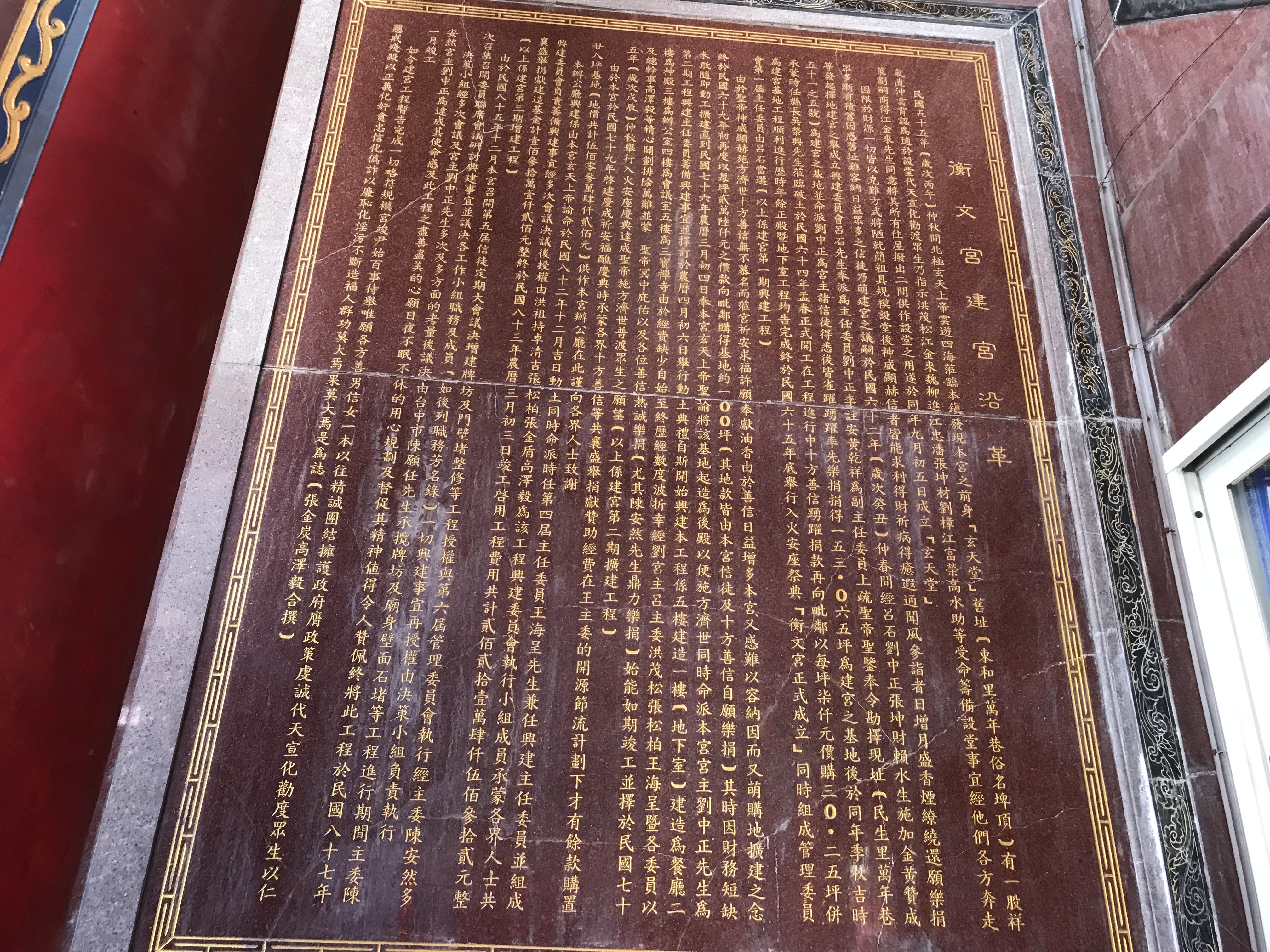
沿革寫為1975年動工興建。

衡文宮前身為玄天堂，正殿與玄天上帝巨像於1976年落成，地方人因此巨像而稱廟為「大身帝爺公廟」。廟址位在萬年路一段379號，屬民生里。
巨型神像高度七十二尺，象徵七十二福地，或作七十二地煞。神像所持劍的劍——北方黑馳袞角斷魔雄劍，長二十八尺、寬二尺四寸、重三十六斤，分別代表二十八星宿、二十四節慶、三十六洞天及三十六天罡。
內部從頭到底座共分五層以供奉不同神明，如斗姥星君和六十星君太歲。
內部壁畫為藝師潘信田依武當山玄天上帝修行得道史冊所繪，有一套完整的玄天上帝修成圖，共有二十幀：真武帝王、真武出世、辭母進山、烏鴉引路、十八盤道、大小袍山、劈山劍河、滴洫成池、姥姆磨針、梅枝寄榔、龜蛇二將、梅鹿獻芝、彌猴獻桃、黑虎巡山、試心投崖、五龍捧送、瓊台受冊、劍削絕頂、武當金殿、北極玄武。
員林迪士尼托兒所董事長陳明仁接任衡文宮主任委員後，即為神像重新彩漆、裝置霓虹燈飾。2003年1月29日晚試燈時，不少人前往攝影取景，甚至從百果山遠觀，成為員林市區亮眼的地標。

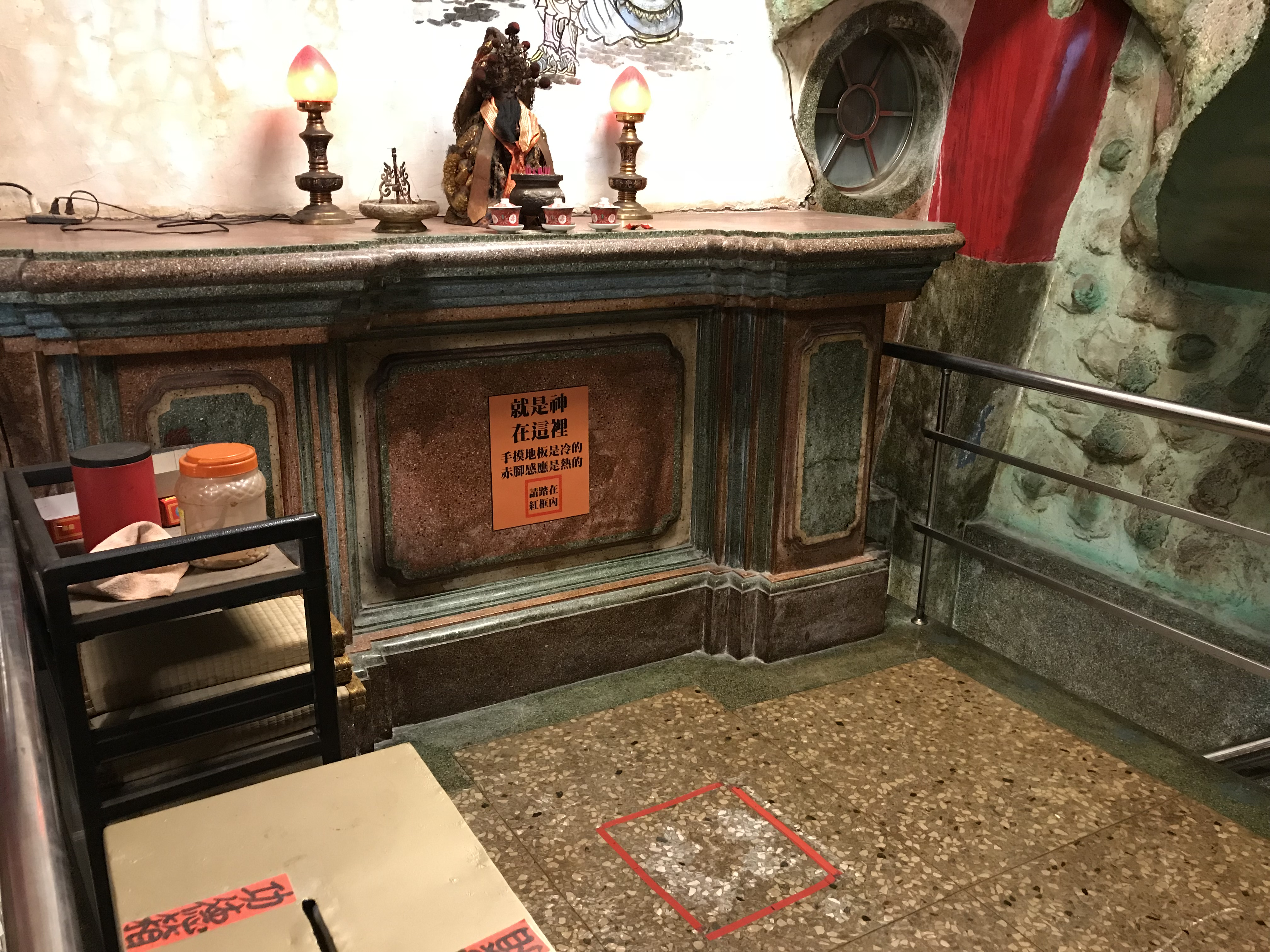
四樓溫熱處

原先內部三、四樓可穿鞋進入，在改為脫鞋入內後，有信徒發現在四樓神龕前一塊約50公分長寬的地板上，能以赤腳底感受到一股暖流。該現象至冬天寒流時更明顯，不過人們只用腳感覺，手卻感受不到。陳明仁將該溫熱區用紅線圍成圓圈，表示人們以一隻腳在圈內、一隻腳在圈外，就能體驗不同溫度的感覺。2016年11月23日，民眾與媒體記者紛紛前往嘗試，還有人於三樓幾乎同處地板也感受到暖流。陳明仁則回應三樓地板熱度不若四樓高，只是微熱而已。
陳明文說地板下燈管的熱能，也很難透過20公分厚的水泥地板，且燈管上面還有燈架，再加上只有腳暖、手沒有感覺，只能用神蹟解釋，若相關建築或物理學專家學者有興趣，也歡迎前往觀察、研究。他還認為成仙的玄天上帝和人一樣也有體溫，特別在心臟位置，若虔誠者站在四樓地板上，定有溫熱感覺。國立台中教育大學台灣語文學系副教授林茂賢說，民俗上一般顯現神蹟通常以立筊、發爐方式，未曾聽聞以地板發暖之方式呈現。

## 祭祀活動
農曆三月初三玄天上帝聖誕日，廟方會頒發獎學金，2004年起擴及員林、大村、永靖、埔心、社頭五鄉鎮高中職以下各級學校，同天還會發出急難救助金。廟方還為聖誕舉辦三天的宴會。到了農曆九月初九升天得道日，廟方會舉行法會。廟方也會舉行燒王船的儀式，向十二瘟王祈求掃除當地瘟疫。因數次進香活動後，在內殿神桌的三合敬茶杯主杯內會聚滿上百隻螞蟻，將螞蟻拿掉之後第二天又重現，被彰化地方法院庭長洪志賢認定是神明喝過。
以布袋戲角色大俠百草翁風靡一時的光興閣掌中劇，其創辦人鄭武雄會在中秋節於此廟演出野台戲。後來2018年3月10日其子鄭成龍效仿父親，為感謝神明保佑身體，在此免費演出酬神戲。
當地的警員、消防員也會來此廟祈求。

## 夜跑風潮
該廟被視為曾帶動臺灣夜跑風潮的起源地。廟所在的萬年巷，於2011年拓寬成萬年路。
2013年5月25日，員林人唐文甫、張力尹、柳貽琮等人在LINE上邀約晚上吃燒烤時，有人提議乾脆來夜跑。唐文甫等人在臉書成立名叫「員林人夜跑俱樂部」的社群，於同月27日首次夜跑吸引六十位網友參加，之後固定每周一、五晚上九點在此廟廣場集合，社群成員曾超過一萬人，最盛時有一千多人慢跑，接著彰化市、鹿港、田中、永靖、溪州等鄉鎮市陸續於臉書成立夜跑俱樂部社群，開啟臺灣夜跑浪潮。後來有人投訴在員林衡文宮前萬年路夜跑，妨害行車且製造噪音，當地群眾只好移師員林市地重劃區道路舉行。
之後因重劃地於同年9月7日通車，縣府邀請夜跑團體在該年6日參加，但將不再核准三十公尺外環道夜跑。該團體在當晚辦完最後一次夜跑後解散。

## 外部連結
- 員林衡文宮的Facebook專頁